# Опачичі
Опачичі (до поч. ХХ ст. Опачиці) — офіційно нежитлове після  аварії на Чорнобильській АЕС колишнє село в  Іванківському районі Київської області. Розташоване за 10 км від колишнього райцентру та за 28 км від ЧАЕС. Нині у селі проживає 1 самосіл.

## Історія
Назва села, на думку мешканців, походить від слова опочивати.
Село вперше згадується 1646 року у заповіті Петра Могили як його власність.
1864 року у селі проживав 321 мешканець, а 1887 — вже 527 мешканців православних, 11 католиків та 57 юдеїв.
1900 року у селі було 134 двори та мешкало 602 мешканці, була церква (дерев'яна церква Різдва Богородиці, збудована 1859 року та зруйнована у 1931 році) та церковно-парафіяльна школа. Село підпорядковувалося Чорнобильській волості.
За даними «Історії міст і сіл УРСР», «Опачичі — село, центр сільської Ради, розташоване за 10 км від районного центру. Населення — 825 чоловік. Сільській Раді підпорядковані населені пункти Кам'янка і Плютовище. В Опачичах — колгосп ім. 1-го Травня, який має 1,1 тис. га сільськогосподарських угідь, з них 803 га орної землі. За успіхи в розвитку сільського господарства 5 колгоспників нагороджено орденами й медалями СРСР. В селі є восьмирічна школа, клуб, бібліотека.
В роки німецько-радянської війни в районі села діяв партизанський загін ім. Чапаєва. 72 односельчани — воїни Радянської Армії та партизани удостоєні урядових нагород. Біля села Плютовища досліджено поселення та могильник доби бронзи, а також могильник періоду раннього заліза.» (дані 1971 року).
Село підпорядковувалося Чорнобильському району.
Напередодні аварії на ЧАЕС у селі мешкав 681 мешканець та було 283 дворів. Виселене внаслідок сильного радіоактивного забруднення. Мешканці села після аварії на ЧАЕС були відселені у село Нові Опачичі Макарівського району.
Після Чорнобильської катастрофи село увійшло до 30-кілометрової зони відчуження.
Село було офіційно зняте з обліку 1999 року за відсутністю жителів.
Частина села згоріла під час лісових пожеж у 1992 році.
З кінця лютого до 1 квітня 2022 року село було окуповане російськими військами.

## У мистецтві
- Чорнобиль: Два кольори часу